# 22 ربيع الأول
- السبت
- الأحد
- الاثنين
- الثلاثاء
- الأربعاء
- الخميس
- الجمعة

- 2731 أغسطس 2024
- 281 سبتمبر 2024
- 292 سبتمبر 2024
- 303 سبتمبر 2024
- 14 سبتمبر 2024
- 25 سبتمبر 2024
- 36 سبتمبر 2024
- 47 سبتمبر 2024
- 58 سبتمبر 2024
- 69 سبتمبر 2024
- 710 سبتمبر 2024
- 811 سبتمبر 2024
- 912 سبتمبر 2024
- 1013 سبتمبر 2024
- 1114 سبتمبر 2024
- 1215 سبتمبر 2024
- 1316 سبتمبر 2024
- 1417 سبتمبر 2024
- 1518 سبتمبر 2024
- 1619 سبتمبر 2024
- 1720 سبتمبر 2024
- 1821 سبتمبر 2024
- 1922 سبتمبر 2024
- 2023 سبتمبر 2024
- 2124 سبتمبر 2024
- 2225 سبتمبر 2024
- 2326 سبتمبر 2024
- 2427 سبتمبر 2024
- 2528 سبتمبر 2024
- 2629 سبتمبر 2024
- 2730 سبتمبر 2024
- 281 أكتوبر 2024
- 292 أكتوبر 2024
- 303 أكتوبر 2024
- 14 أكتوبر 2024

22 ربيع الأوَّل أو 22 ربيع الأنوار أو يوم 22 \ 3 (اليوم الثاني والعُشرون من الشهر الثالث) هو اليوم الحادي والثمانين من أيَّام السنة (أو الثاني والثمانين لو كان شهر صفر مُتممًا لليوم الثلاثين) وفق التقويم الهجري القمري (العربي). يبقى بعده 273 أو 274 يومًا لانتهاء السنة.

## أحداث
- 507هـ - اغتيال الأمير السلجوقي مودود بن التونتكين حاكم الموصل في الصحن الجامع بمدينة دمشق.
- 626هـ - عقد معاهدة بين السلطان الأيوبي الكامل محمد بن العادل وفريدريك الثاني إمبراطور الرومانية المقدسة، بمقتضاها سلّم السلطان الكامل بيت المقدس صلحًا إلى الإمبراطور الأوروبي.
- 1260هـ - اندلاع معارك عنيفة بين الجزائريين والفرنسيين أثناء الاحتلال في منطقة جبال الأوراس بقيادة أحمد باي بن محمد الشريف استمرت عشرين يومًا.
- 1308هـ - بريطانيا العظمى تعلن زنجبار محمية بريطانية.
- 1390هـ - توقيع «معاهدة الصداقة والتعاون» بين مصر والاتحاد السوفيتي، وكانت مدتها 15 عامًا، إلا أنها ألغيت بعد 5 سنوات من توقيعها.
- 1406هـ - استقالة مستشار الأمن القومي الأمريكي «روبرت ماكفرلين» وذلك في أعقاب خطف المقاتلات الأمريكية لطائرة ركاب مصرية كانت تقل فلسطينيين في طريقهم إلى تونس.
- 1410هـ - النواب اللبنانيون يصادقون على اتفاق الطائف الذي أنهى الحرب الأهلية اللبنانية.
- 1416هـ - الحكومة الإسرائيلية تصدر قرارًا باستبعاد محاكمة الكولونيل «آري بيرو» عن جرائم الحرب التي ارتكبها ضد الأسرى المصريين، استنادًا إلى وجود مادة في قانون الإجراءات الإسرائيلي تنص على سقوط الجريمة بالتقادم عقب مرور 20 سنة على ارتكابها.
- 1425هـ - موقع إنترنت قريب من تنظيم القاعدة يعرض شريط فيديو يظهر ملثمين يذبحون مواطن أمريكي يدعى نك بيرغ انتقاما لانتهاكات الجيش الأمريكي للمعتقلين العراقيين في سجن أبو غريب.
- 1429هـ - انعقاد القمة العربية الدورية في دمشق وسط تخفيض 9 دول لمستوى تمثيلها بالقمة ومقاطعة لبنان.
- 1430هـ - أمير الكويت الشيخ صباح الأحمد الجابر الصباح يأمر بحل مجلس الأمة بعد احتدام الصدام بين السلطتين التنفيذية والتشريعية وذلك بعد أقل من عام على انتخابه.
- 1431هـ -
  - وقوع زلزال في شرق تركيا بمحافظة معمورة العزيز يسفر عن مقتل 50 شخصًا وجرح أكثر من 70 آخرين.
  - العراقيون يدلون بأصواتهم في الانتخابات البرلمانية الثانية بعد سقوط نظام صدام حسين.
- 1437هـ - إحراق السفارة السعودية في طهران، بعد إعدام السلطات السعودية 47 متهمًا بالإرهاب من بينهم العالم الشيعي المعارض نمر النمر.
- 1445هـ - ناشطة حقوق الإنسان الإيرانيةنرجس محمدي تحوز جائزة نوبل للسلام لعام 2023.

## مواليد
- 1304هـ - أمين الرافعي، رائد من رواد الصحافة والحركة الوطنية في مصر.
- 1307هـ - طه حسين، أديب وناقد ووزير مصري وملقب «بعميد الأدب العربي».
- 1327هـ - زوزو شكيب، ممثلة مصرية.
- 1337هـ - محمد أنور السادات، رئيس جمهورية مصر العربية الثالث.
- 1356هـ - طروب، مغنية لبنانية.
- 1361هـ - حياة أبو النصر، كاتبة وشاعرة مصرية.
- 1371هـ - حاتم الجبلي، سياسي مصري.
- 1400هـ - هويدا الحسن، ممثلة مصرية.
- 1411هـ - وجدان النقيب، شاعرة عراقية.

## وفيات
- 507هـ - مودود بن التونتكين، أمير سلجوقي وحاكم الموصل.
- 595هـ - أبو يوسف يعقوب بن يوسف المنصور، ثالث الخلفاء الموحدين.
- 923هـ - طومان باي، سلطان مملوكي.
- 1087هـ - ابن أبي السرور البكري، صوفي، مؤرخ وأديب مصري.
- 1414هـ - زكي نجيب محمود، أديب وفيلسوف مصري.
- 1421هـ - حنا بطاطو، مؤرخ فلسطيني.
- 1437هـ - نمر النمر، عالم شيعي سعودي.

## وصلات خارجية
- موقع قصة الإسلام: حدث في شهر ربيع الأوَّل.